# Isola (Bene Vagienna)
Isola (Ìsola in piemontese) è la frazione più grande di Bene Vagienna, ha circa 330 abitanti (ne aveva 1.000 nel 1900) ed una propria parrocchia.

## Origine del nome
Il nome Isola probabilmente deriva dal fatto che la frazione nel 1600 era collegata a Bene Vagienna solo per mezzo di una passerella che superava il torrente Mondalavia; durante le alluvioni gli abitanti rimanevano isolati (isolà in piemontese significa isolato) e i morti venivano tenuti in casa anche per 10 giorni. Perciò nel 1691 fu istituita la parrocchia e concesso il cimitero.
Prima di assumere questo nome, la frazione Isola si chiamava borgata di Sant'Antonio.

## La chiesa

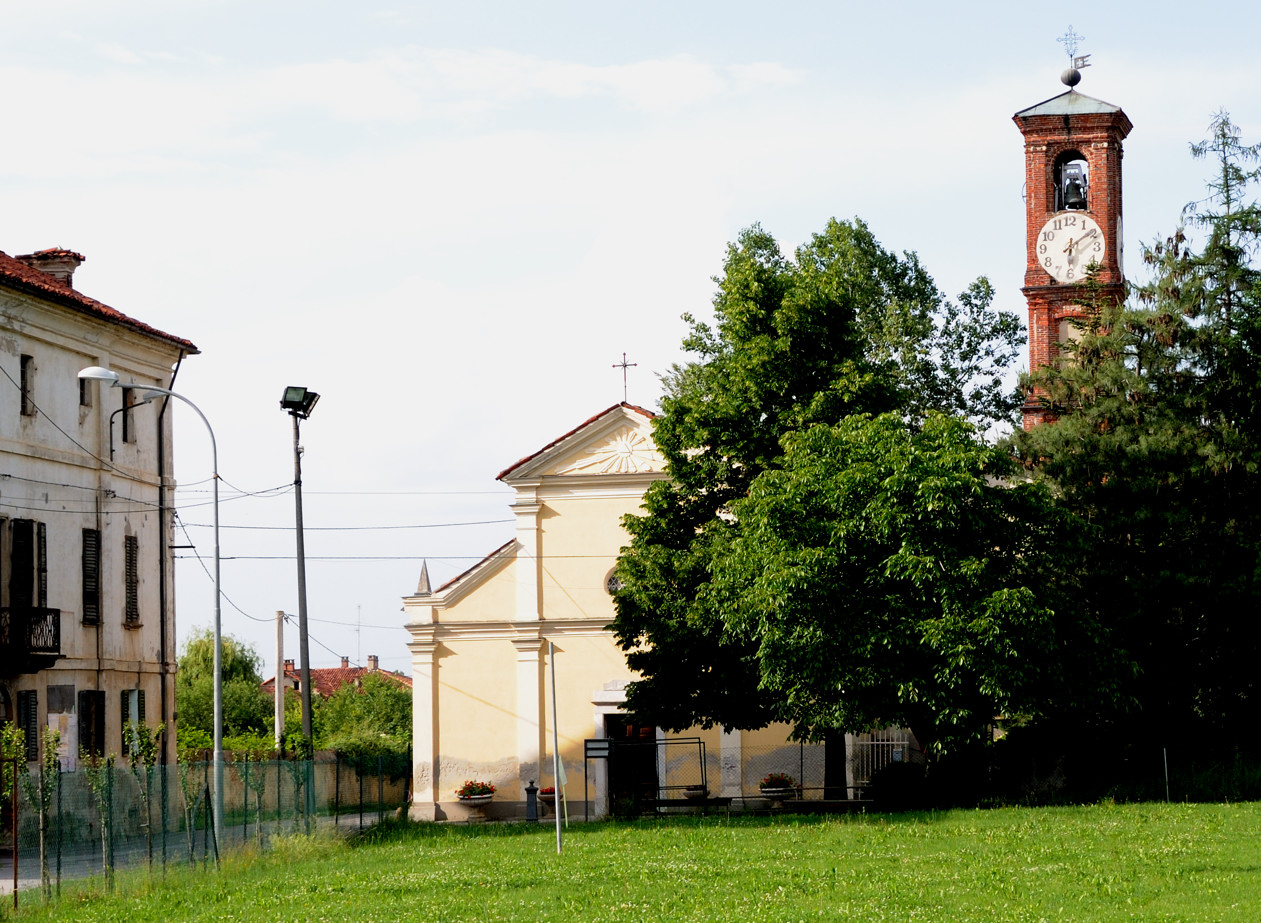
La chiesa parrocchiale di Sant'Antonio Abate

La chiesa parrocchiale è dedicata a Sant'Antonio abate, santo popolare nel mondo agricolo.

### L'esterno
La memoria più antica che si ha di una chiesa rurale con un prete residente risale a inizio Seicento; quella chiesa corrispondeva all'attuale presbiterio che fu costruito alla fine del Cinquecento.
La chiesa fu ingrandita e, nel 1691, venne costituita parrocchia e praticamente da allora ha avuto un parroco e un curato. Solo ora è retta unicamente da un parroco che, pur avendo la propria abitazione ad Isola, regge anche le parrocchie di Podio e Gorra.
Il campanile è più recente; costruito intorno al 1800 tutto in mattoni, si dice, provenienti da una fornace di San Giovanni Perucca (Trinità).
Anche la facciata romanica è più recente dell'interno e in particolar modo del presbiterio.

### L'interno
Nel presbiterio vi sono degli affreschi che rappresentano la raccolta della manna nel deserto, e l'Ultima Cena e sulla volta Io sono la Via la Verità e la Vita. In fondo al presbiterio troviamo una tela del Toscano del 1860 raffigurante Sant'Antonio abate con San Paolo della Croce e un altare ligneo proveniente dalla chiesa dei Francescani di Carrù con la tela di San Carlo Borromeo. 
Nelle navate vi sono statue in legno scolpite dal Roasio di Bardineto: San Giuseppe e della Madonna del Rosario mentre le statue di Saant'Elisabetta regina di Ungheria e di Sant'Antonio abate sono in gesso; nella cappellina della Madonna de Rosario è sepolta la contessa Malvina morta a soli 24 anni.
Inizialmente il cimitero era situato intorno alla chiesa ma venne spostato quando Napoleone impose di costruire i camposanti fuori dall'abitato; la prima persona sepolta nel cimitero di Isola attuale è una bimba di quattro mesi deceduta nel 1804.
Si racconta che in passato il 17 gennaio veniva portata in processione una statua di Sant'Antonio abate, ma i bambini erano molto legati alla statua del porcellino che accompagna il santo e lo carezzavano; allora il curato, per porre fine a tale devozione, segò via la statua dell'animale.